# Choreutinae
Choreutinae is een onderfamilie van de glittermotten (Choreutidae). 
Het bestaat uit de volgende geslachten:
- Anthophila Haworth, 1811
- Asterivora Dugdale, 1979
- Caloreas Heppner, 1977
- Choreutis Hübner, 1825
- Hemerophila Hübner, 1817
- Melanoxena Dognin, 1910
- Peotyle Diakonoff, 1978
- Prochoreutis Diakonoff & Heppner, 1980
- Rhobonda Walker, 1863
- Saptha Walker, 1864
- Tebenna Billberg, 1820
- Telosphrantis Meyrick, 1932
- Tortyra Walker, 1863
- Zodia Heppner, 1879